# Fountain Valley (Kalifornien)
Fountain Valley ist eine Stadt im Orange County des Bundesstaats Kalifornien in den Vereinigten Staaten, mit 57.047 Einwohnern (Stand: 2020).

## Geographie
Das Stadtgebiet hat eine Größe von 23,1 km². Fountain Valley ist eine principal city der Los Angeles–Long Beach–Anaheim, CA Metropolitan Statistical Area, die Teil der Greater Los Angeles Area ist.

## Wirtschaft
Die Kingston Technology Co., nach eigener Aussage weltweit größter unabhängiger Hersteller von Speichermodulen und Speicherkarten, hat ihren Sitz in Fountain Valley.

## Persönlichkeiten

### Söhne und Töchter der Stadt
- Summer Altice (* 1979), Schauspielerin und Model
- Justin Huish (* 1975), Bogenschütze und zweifacher Olympiasieger
- Keri Russell (* 1976), Schauspielerin und Tänzerin
- Jason Si'i (* 1983), Fußballspieler
- Alys Williams (* 1994), Wasserballspielerin
- Lilia Vu (* 1997), Golferin
- Sebastian Gorzny (* 2004), Tennisspieler

### In der Stadt gewirkt
- Stefan Krikl (* 1936 in Prag, ČSR), expressionistischer Künstler
- Nick Scandone (1966–2009, gestorben in Fountain Valley), Segler